# Dixenita
La dixenita és un mineral de la classe dels fosfats, que pertany al grup de l'hematolita.

## Característiques
La dixenita és un arsenat de fórmula química CuMn142+Fe2+(SiO₄)₂(As5+O₄)(As3+O₃)₅(OH)₆. Cristal·litza en el sistema trigonal. La seva duresa a l'escala de Mohs es troba entre 3 i 4.
Segons la classificació de Nickel-Strunz, la dixenita pertany a «08.BE: Fosfats, etc. amb anions addicionals, sense H₂O, només amb cations de mida mitjana, (OH, etc.):RO₄ > 2:1» juntament amb els següents minerals: augelita, grattarolaïta, cornetita, clinoclasa, arhbarita, gilmarita, allactita, flinkita, raadeïta, argandita, clorofenicita, magnesioclorofenicita, gerdtremmelita, hematolita, kraisslita, mcgovernita, arakiïta, turtmannita, carlfrancisita, synadelfita, holdenita, kolicita, sabel·liïta, jarosewichita, theisita, coparsita i waterhouseïta.

## Formació i jaciments
Va ser descoberta a Långban, localitat del municipi de Filipstad, a Värmland, Suècia. Es tracta de l'únic indret de tot el planeta on ha estat descrita aquesta espècie mineral.